# Пурпур
„Пурпур“ (на английски: The Color Purple) е епистоларен роман от 1982 г. на американската писателка Алис Уокър, който печели наградата „Пулицър“ за художествена литература през 1983 г. и Националната награда на САЩ за художествена литература.
Романът често става обект на цензура и е включен под № 17 в списъка на 100-те най-често оспорвани книги за 2000 – 2010 г. на Американската библиотечна асоциация поради понякога експлицитното си съдържание, особено в описанието на насилието. През 2003 г. книгата е включена в анкетата „Голямото четене“ на BBC сред „най-обичаните романи“ в Обединеното кралство.
Романът е адаптиран в различни други медии, включително игрални филми през 1985 г. и 2023 г., мюзикъл от 2005 г. и радиосериал от 2008 г. на BBC Radio 4.

## Сюжет
Внимание:  Текстът по-долу разкрива сюжета на произведението (или части от него)!
Сели, бедно 14-годишно афроамериканско момиче, живее в провинциална Джорджия в началото на 1900 г. Сели разказва за живота си в епистоларна форма, в началото чрез писма до Бог, а по-късно – до изгубената си по-малка сестра Нети. 
Сели пише писма до Бог, защото баща ѝ Алфонсо я бие и насилва. В резултат на това тя ражда от него две деца, Оливия и Адам, които Алфонсо ѝ отнема. Фермер, наричан само „Мистър“, иска да се ожени за по-малката ѝ сестра Нети, но Алфонсо вместо това му предлага за жена Сели. Бракът не е щастлив за момичето, тъй като Мистър и децата от предишния му брак я малтретират. Нети бяга от дома си и остава при Сели, но Мистър в крайна сметка я прогонва, след като тя отблъсква нежеланото му ухажване. Нети обещава да пише, но Сели никога не получава писма и заключава, че сестра ѝ е мъртва.
Шуг Ейвъри, джаз и блус певица и дългогодишна любовница на Мистър, се нанася в дома му. Сели се грижи за Шуг, докато е болна. Макар Шуг първоначално да се държи грубо със Сели, постепенно двете стават приятелки и Сели се влюбва в Шуг. Няколко месеца по-късно синът на Мистър отваря джук джойнт, където Шуг свири всяка вечер. Шуг научава, че Мистър бие Сели и се заклева да остане в къщата, докато не се убеди, че той ще спре. Впоследствие Шуг предлага на Сели да заминат и да заживеят заедно, но Мистър предотвратява бягството на Сели.
Шуг напуска града, но след време се връща, омъжена за мъж на име Грейди. Заедно те научават, че Мистър години наред е крил писма от Нети до сестра ѝ. В писмата Нети разказва, че се е сприятелила с двойка мисионери, Самуел и Корин, и е заминала за Африка с тях. Оказва се, че Самуел и Корин са осиновили Адам и Оливия, децата на Сели. От Самуел Нети научава, че Алфонсо е всъщност техен доведен баща, а биологичният им баща е бил линчуван.
Сели най-накрая напуска града с Шуг и двете се установяват в Мемфис, Тенеси; Сели започва да шие панталони, за да се издържа.
Алфонсо умира и Сели наследява земя, която по право е трябвало да бъде предадена на нея и Нети, защото е принадлежала на нейните биологични родители. Тя се връща в дома на детството си. Шуг се влюбва в Жермен, член на нейната група, и заминава с него, но продължава да пише и изпраща пощенски картички до Сели. Сели се заклева да обича Шуг, дори ако Шуг не я обича; след време Шуг се връща при Сели без Жермен.
След смъртта на Корин, Нети и Самуел се женят и се подготвят да се върнат в Америка. Преди да заминат, Адам се жени за Таши, момиче от Африка.
Нети, Самуел, Оливия, Адам и Таши пристигат в къщата на Сели и двете сестри се събират отново след 30 години.

## Прием
„Пурпур“ печели наградата „Пулицър“ за художествена литература през 1983 г., което прави Уокър първата чернокожа жена, спечелила наградата за художествена литература; през 1950 г. Гуендолин Брукс става първата чернокожа жена, която печели „Пулицър“ за поезия. Уокър печели и Националната награда на САЩ за художествена литература през 1983 г.  Мел Уоткинс от New York Times Book Review пише, че „Пурпур“ е „поразителен и съвършено добре написан роман“, възхвалявайки неговото силно емоционално въздействие и епистоларна структура.
На 5 ноември 2019 г. BBC News включва „Пурпур“ в списъка си на 100-те най-влиятелни романа.

### Цензура в САЩ
Въпреки че романът получава одобрението на критиката, той е и обект на противоречия. Американската библиотечна асоциация го поставя в списъка на стоте най-добри забранени и оспорвани книги в Съединените щати от 1990 до 1999 (под № 17), от 2000 до 2009 (под № 17), и от 2010 до 2019 (под № 50). Често цитираните основания за забрана на книгата включват сексуални сцени, груб език, насилие и хомосексуализъм.

## Адаптации
Романът е адаптиран в едноименен филм през 1985 г. Той е режисиран от Стивън Спилбърг, а в главните роли са Упи Голдбърг като Сели, Дани Глоувър като Мистър и Опра Уинфри като София (снаха на Мистър). Въпреки че е номиниран за единадесет награди „Оскар“, филмът не печели нито една, което е възприето като пренебрежение и предизвиква противоречия.
На 1 декември 2005 г. в театър „Бродуей“ в Ню Йорк е поставена музикална адаптация на романа и филма с текстове и музика от Стивън Брей, Бренда Ръсел и Али Уилис и сценарий от Марша Норман. Шоуто е продуцирано от Скот Сандърс, Куинси Джоунс, Харви Уайнстийн и Опра Уинфри, която е и инвеститор.
През 2008 г. BBC Radio 4 излъчва радио адаптация на романа в десет 15-минутни епизода като поредица в предаването „Часът на жената“. Сценарият е на Патриша Кумпер и през 2009 г. продукцията получава сребърната награда за драма на Sony Radio Academy Awards.
През 2018 г. „Уорнър Брос“ обявява, че работи по нова филмова адаптация на „Пурпур“, базирана на мюзикъла. Спилбърг и Куинси Джоунс се завръщат, за да продуцират тази версия, заедно с продуцентите на сценичния мюзикъл Скот Сандърс и Опра Уинфри. Филмът е пуснат в кината на 25 декември 2023 г.

## В България
В България „Пурпур“ е издаден за първи път едва през 2018 г., в превод на Надежда Розова.